# Charles F. Cochran
Charles Fremont Cochran  (* 27. September 1846 in Kirksville, Adair County, Missouri; † 19. Dezember 1906 in Saint Joseph, Missouri) war ein US-amerikanischer Politiker. Zwischen 1897 und 1905 vertrat er den Bundesstaat Missouri im US-Repräsentantenhaus.

## Werdegang
Charles Cochran besuchte sowohl öffentliche als auch private Schulen. 1860 zog er nach Atchison in Kansas. Nach einer Lehre im Druckerhandwerk war er in den Jahren 1868 und 1869 Verleger und Herausgeber der Zeitung „Atchison Patriot“. Nach einem anschließenden Jurastudium und seiner 1873 erfolgten Zulassung als Rechtsanwalt begann er in diesem Beruf zu arbeiten. Bis 1885 war er als Jurist tätig. Zwischen 1880 und 1884 fungierte er als Staatsanwalt im Atchison County. Im Jahr 1885 zog Cochran nach Saint Joseph in Missouri, wo er im Zeitungsgeschäft arbeitete. Außerdem schlug er als Mitglied der Demokratischen Partei eine politische Laufbahn ein.
Zwischen 1890 und 1894 gehörte Cochran dem Senat von Missouri an. Bei den Kongresswahlen des Jahres 1896 wurde er im vierten Wahlbezirk von Missouri in das US-Repräsentantenhaus in Washington, D.C. gewählt, wo er am 4. März 1897 die Nachfolge von George Calhoun Crowther antrat. Nach drei Wiederwahlen konnte er bis zum 3. März 1905 vier Legislaturperioden im Kongress absolvieren. In diese Zeit fiel der Spanisch-Amerikanische Krieg von 1898. Im Jahr 1904 zog er seine Kandidatur zur Wiederwahl wieder zurück.
Nach seinem Ausscheiden aus dem US-Repräsentantenhaus widmete sich Charles Cochran wieder dem Zeitungsgeschäft. Er gründete eine Wochenzeitung, die er bis zu seinem Tod am 19. Dezember 1906 herausgab.